# Siegfried Schmidt (Bibliothekar)
Siegfried Schmidt (* 24. Mai 1956) ist ein deutscher Bibliothekar.

## Leben
Er studierte Geographie und Biologie an der Universität zu Köln. Von 1982 bis 1984 absolvierte er das Referendariat im Höheren Bibliotheksdienst. Anschließend war er zwei Jahre im Pressearchiv des Westdeutschen Rundfunks in Köln tätig. Von 1986 bis 2001 war er Studienleiter und hauptamtlicher Dozent an der Fachhochschule für das öffentliche Bibliothekswesen des Borromäusvereins in Bonn. Seit 1996 war er zusätzlich Leiter der Abteilung Aus- und Fortbildung des Vereins, der Dienste für katholische öffentliche Büchereien im gesamten Bundesgebiet außerhalb Bayerns anbietet. Von 2001 bis zum Eintritt in den Ruhestand 2022 war er stellvertretender Leiter und Fachreferent in der Erzbischöflichen Diözesan- und Dombibliothek in Köln.
Während seiner Dienstzeit in der Diözesanbibliothek Köln war Schmidt u. a. für den Aufbau der Digitalen Sammlungen zuständig und vertrat die Bibliothek u. a. im Beirat der Arbeitsgemeinschaft der Spezialbibliotheken (AspB, 2003–2021) und in der Arbeitsgemeinschaft der Katholisch-theologischen Bibliotheken (AKThB). Seit 2003 nimmt er Lehraufträge an der Katholischen Hochschule Nordrhein-Westfalen wahr. Sein Forschungs- und Publikationsschwerpunkt liegt auf der Geschichte des katholischen Verlags-, Buch- und Bibliothekswesens, insbesondere im Rheinland.
Schmidt lebt in Bonn, ist verheiratet und Vater zweier Kinder.

## Schriften (Auswahl)
- Wandlungen von Gefügemustern und Wirtschaftsformen im ländlichen Raum der südwestlichen Rheinbacher Lößplatte zwischen 1660 und 1830. Köln 1982, OCLC 10430067.
- Die Büchersammlung des Prinzen Maximilian zu Wied. Entstehung, Bestandsaufnahme und Schicksal einer naturwissenschaftlichen Privatbibliothek des 19. Jahrhunderts. Bonn 1985, ISBN 3-416-01890-7.
- „2000 Jahre katholisches Schrifttum“. Die Katholische Sonderschau auf der Kölner PRESSA 1928. Köln 2014, ISBN 978-3-939160-50-2.
- Hans Hümmelers „Helden und Heilige“. Beobachtungen zu einem katholischen Bestseller aus der Mitte des 20. Jahrhunderts. Köln 2020, ISBN 978-3-939160-87-8.